# Бобров Микола Галактіонович
Микола Галактіонович Бобров (рос. Бобров Николай Галактионович; 21 жовтня 1923, Лух, Івановська область — 4 жовтня 1943, Чикалівка, Кременчуцький район, Полтавська область, Українська РСР) — Герой Радянського Союзу, командир взводу 956-го стрілецького полку 299-ї стрілецької дивізії 53-ї армії Степового фронту, молодший лейтенант.

## Біографія
Народився на початку листопада 1923 року у селі Лух, нині селище міського типу Івановської області, в сім'ї службовця. Росіян. В 1939 році після закінчення 7 класів Лухської школи вступив до Владимирського енергомеханічного технікуму.
Призваний в армію в лютому 1942 року та направлений у військове училище. В 1943 році закінчив Новосибірське військово-піхотне училище і був направлений на фронт командиром взводу.
У складі 956-го стрілецького полку брав участь у боях за визволення Лівобережної України. 1 жовтня 1943 року у числі перших у полку подолав річку Дніпро південно-східніше від міста Кременчук. Взвод під його командуванням придушив 8 кулеметних точок, знищив десятки ворогів, втримав позицію до підходу основних сил.
4 жовтня 1943 року загинув в одному з наступальних боїв при звільненні Правобережної України. Дата смерті в офіційній біографії — 28 жовтня, за даними списку безповоротних втрат — 4 жовтня
Похований в одному кілометрі на захід від села Чикалівка Кременчуцького району Полтавської області.
Указом Президії Верховної Ради СРСР «Про присвоєння звання Героя Радянського Союзу офіцерському, сержантському та рядовому складу Червоної армії» від 22 лютого 1944 року за «зразкове виконання бойових завдань командування при форсуванні річки Дніпро, розвиток бойових успіхів на правому березі річки і проявлені при цьому відвагу та геройство» удостоєний звання Героя Радянського Союзу. Нагороджений орденом Леніна.

## Пам'ять
- На батьківщині Героя, в селищі міського типу Лух Івановської області в 1950-ті роки йому було встановлено пам'ятник. Новий пам'ятник відкрито в травні 2007 року на вулиці Миколи Боброва. Пам'ятник стоїть у парку.
- Пам'ятник в смт Лух[2]
- Меморіальна дошка в пам'ять про Боброва встановлена Російським військово-історичним товариством на школі в селищі Лух, де він навчався.